# Гуэн, Эрнест
Эрнест Гуэн (фр. Ernest Goüin; 1815—1885) — инженер, политехник, конструктор, в том числе локомотивов, металлических сооружений и железнодорожной инфраструктуры. Был регентом Банка Франции. Предприниматель, является основателем и руководителем компании Ernest Goüin et compagnie (Эрнест Гуэн и компания), которая развивалась как Общество «Батиньоль» (см. Троицкий мост, Дворцовый мост) и вошла в группу Spie Batignolles, после того, как ей руководили два других поколения Гуэнов. Строил линии железных дорог и металлические конструкции во Франции и по всему миру, в том числе в России (см. Сухумский маяк). Был близок к сенсимонизму.
Его имя среди 72 имён увековеченных на Эйфелевой башне.
Командор французского ордена Почётного легиона, австрийского ордена Франца Иосифа. Награждён русским орденом Святой Анны, итальянским орденом Святых Маврикия и Лазаря.
Его именем названа улица и сквер в XVII округе Парижа, а также улица в Круасси-сюр-Сен, Ивелин. В Круасси-сюр-Сен он построил французский особняк по адресу 2 Rue de la Prairie, и является почетным жителем.

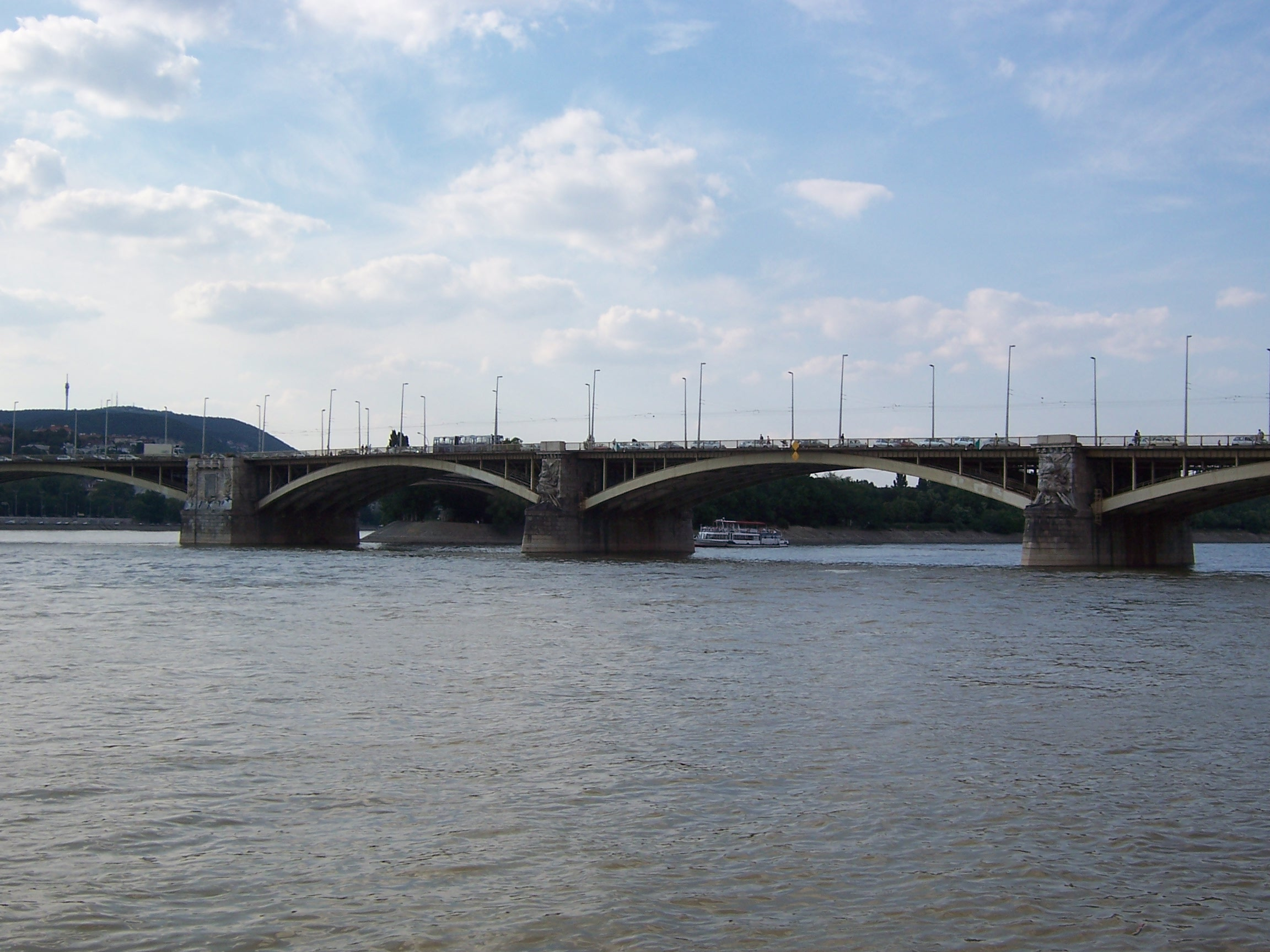
Мост Маргит в Будапеште

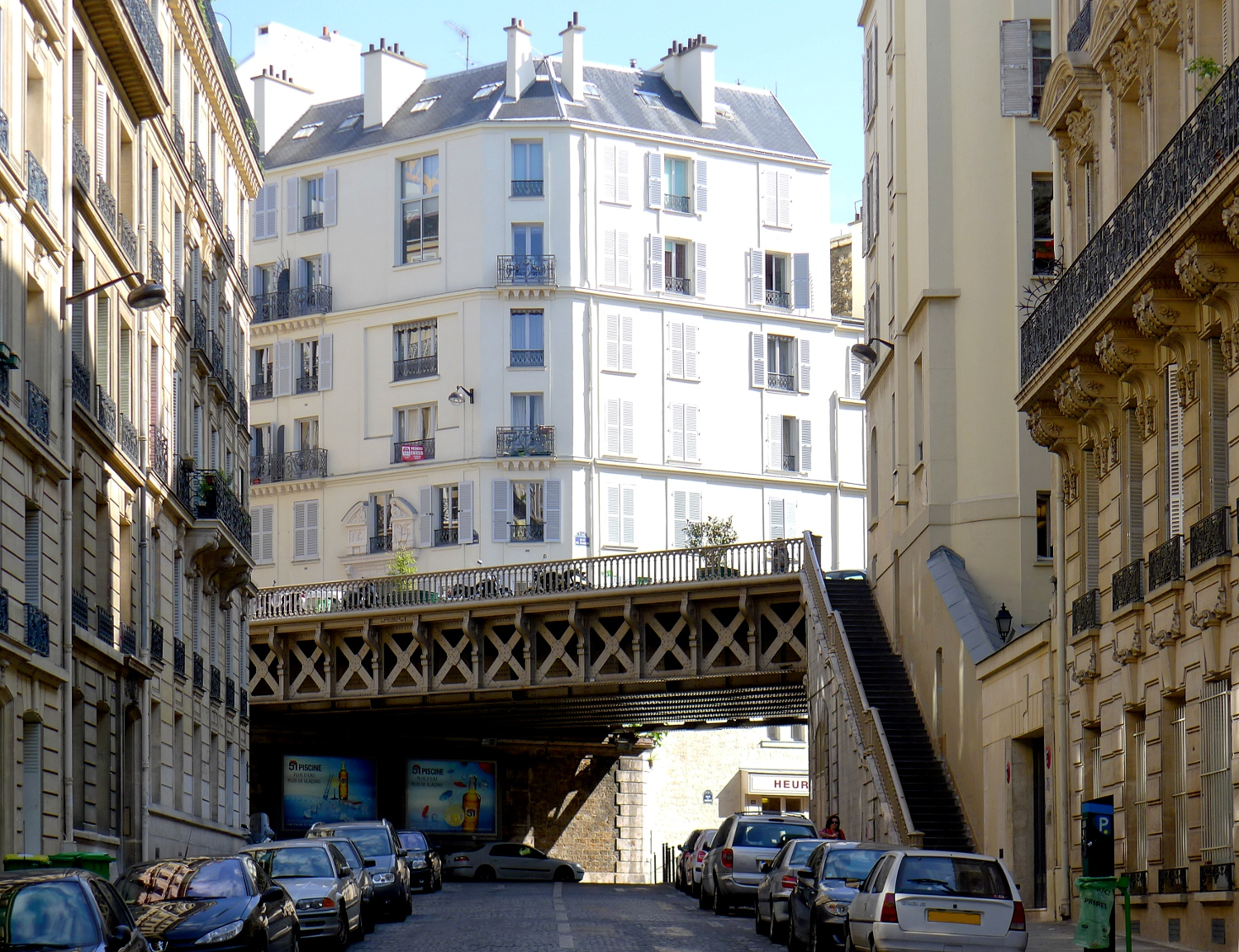
Мост на улице Rue du Rocher, вид с улицы Rue Portalis; улица Rue de Madrid проходит под мостом.

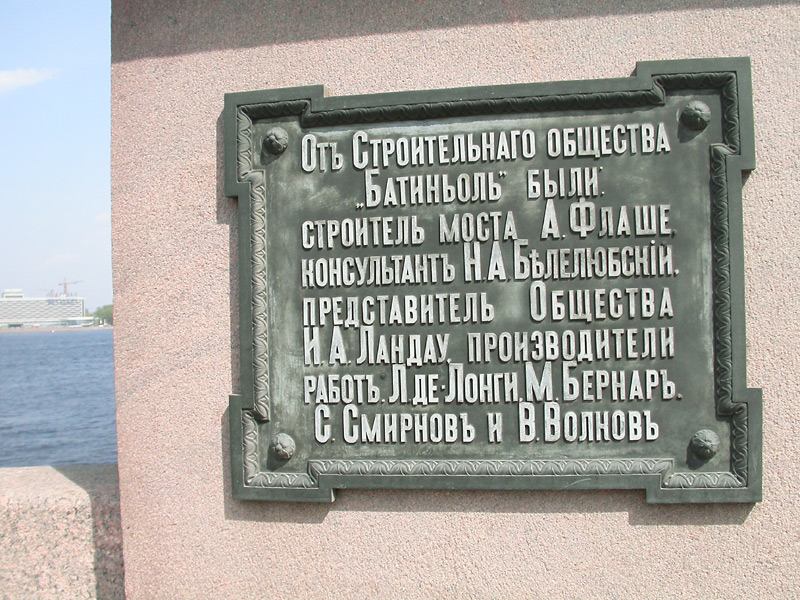
Мемориальная табличка на Троицком мосту в Санкт-Петербурге

Построил очень много инженерных сооружений (мостов, железнодорожных, автодорожных мостов):
- 1852, Аньер-сюр-Сен — первый металлический мост во Франции
- 1868, мост на улице Rue du Rocher[фр.], VIII округ Парижа, используется непрерывно по настоящее время[5]
- Железнодорожный мост Лорьян—Ланестер над рекой Скорф[фр.] в департаменте Морбиан
- Виадук в Кюло в департаменте Эн
- Мост в Маконе в департаменте Сона и Луара
- Мост в Лангоне[фр.] в департаменте Иль и Вилен
- Мост в Муассаке в департаменте Тарн и Гаронна
- 1872—1875 Мост Маргит в Будапеште на Дунае, взорван в 1945[6], восстановлен в 1948
- Канал в Пьеррелате[фр.] в департаменте Дром

## Семья
Прадед — Анри-Пьер Гуэн (1732—1782) — негоциант в Туре, основатель банка La Banque Goüin (фр.).
Дед — Анри-Жак Гуэн-Мойсант (14 февраль 1758, Тур — 5 апрель 1823, Тур) — французский политический деятель и банкир-трейдер, мэр Тура с 1795 и депутат роялистов в Генеральном совете департамента Эндр и Луара в 1815—1823.
Отец — Эдуар Гуэн (1787—1864) — текстильный промышленник, торговец и банкир в Нанте, вице-президент торгово-промышленной палаты и муниципальный советник Нанта.
Сын — Жуль Гуэн (27 мая 1846, Париж — 10 сентября 1908, Ройомон) — инженер, промышленник и филантроп.
Внуки:
Эдуард-Эрнест Гуэн (8 мая 1876, Париж — 13 сентября 1922, Ройомон) — инженер, промышленник и финансист.

Гастон Гуэн (11 декабря 1877, Париж — 24 сентября 1921, Париж) — инженер и промышленник.

Эрнест-Жорж Гуэн (22 июля 1881, Круасси-сюр-Сен — 31 января 1967, Нёйи-сюр-Сен) — архитектор и промышленник.
Правнук — Анри Гуэн (9 марта 1900, Париж — 24 февраля 1977) — промышленник, меломан и меценат, основатель фонда Fondation Royaumont.